# 胴丸

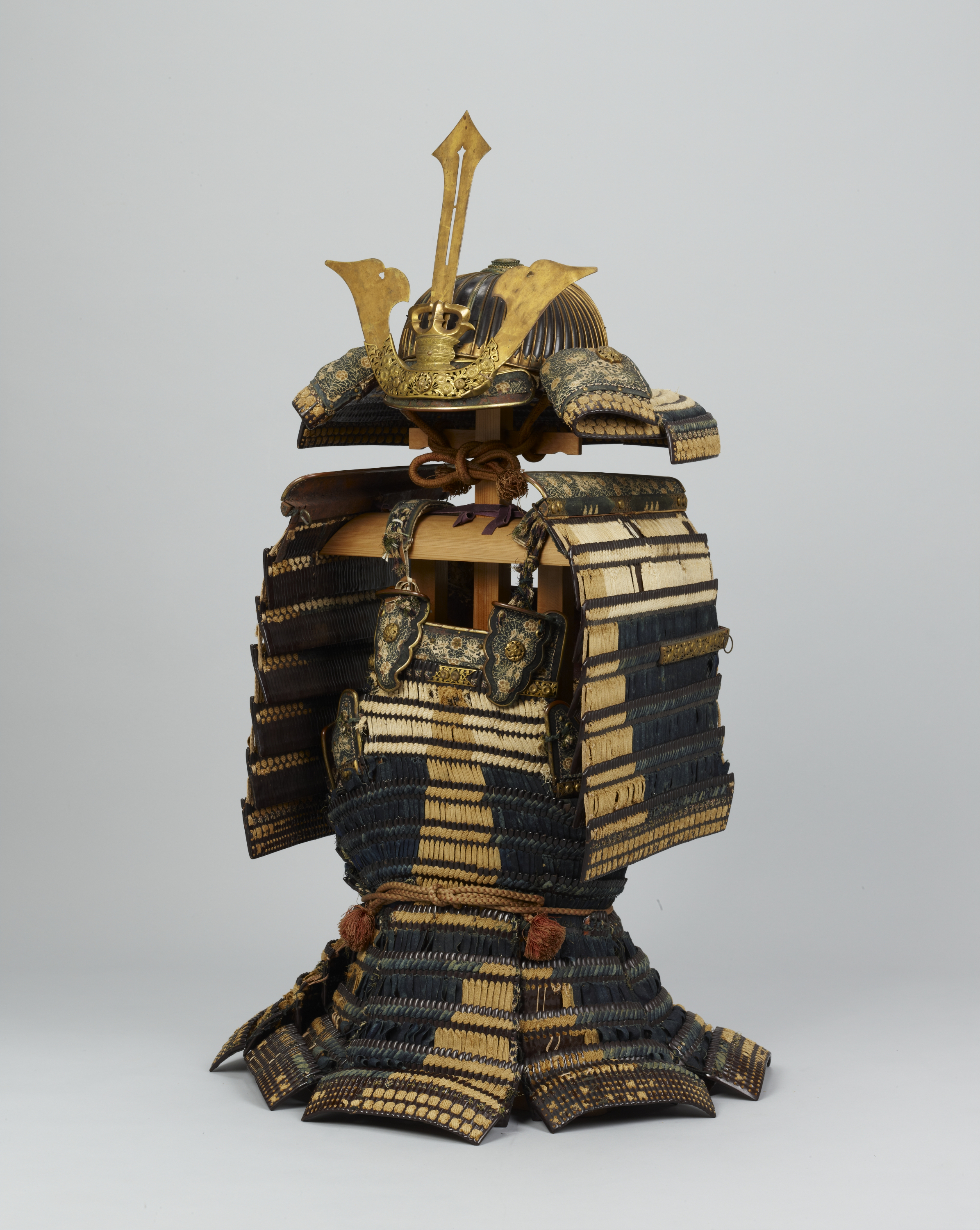
黒韋肩褄取威胴丸（くろかわかたつまどりおどしどうまる）室町時代・15世紀（東京国立博物館蔵、重要文化財）

胴丸（どうまる）は、日本の鎧の形式の1つ。平安時代中期頃生じたもので、徒歩戦に適した鎧の形式である。

## 形式
日本において、平安時代から室町時代頃までに盛行した鎧の形式には「大鎧」「胴丸」「腹巻」などがある。胴丸は、着用者の胴体周囲を覆い、右脇で開閉（引合わせ）する形式のものを指す。大鎧の胴も右で引き合わせるが、右側面のみは空いており、そこに脇楯という別の防具を付けるのに対し、胴丸の胴は全体が一続きとなっている。胴丸を引き合わせる際には、背側を胸側の上に重ねてから縛着するため、腹巻とは異なり、引き合わせ部に隙間は生じない。
元は下級の徒歩武士が使用したものであり、下半身を防護する草摺（くさずり）が8枚に分かれ（大鎧の場合は4枚）、足が動かしやすく徒歩で動くのに都合の良い作りとなっている。大鎧の場合は胴の正面に実用と装飾を兼ねて弦走韋（つるばしりのかわ）という絵韋（えがわ）を貼り、上半身正面の左右に栴檀板（せんだんのいた）と鳩尾板（きゅうびのいた）、両肩に大袖（両肩から上腕部を護る楯状の防具）という防具を垂下するが、胴丸の場合はこれらを用いないのが通常である。大袖の代わりに、両肩のあたりに杏葉（ぎょうよう）と呼ぶ小型の鉄板を垂下した。

## 歴史

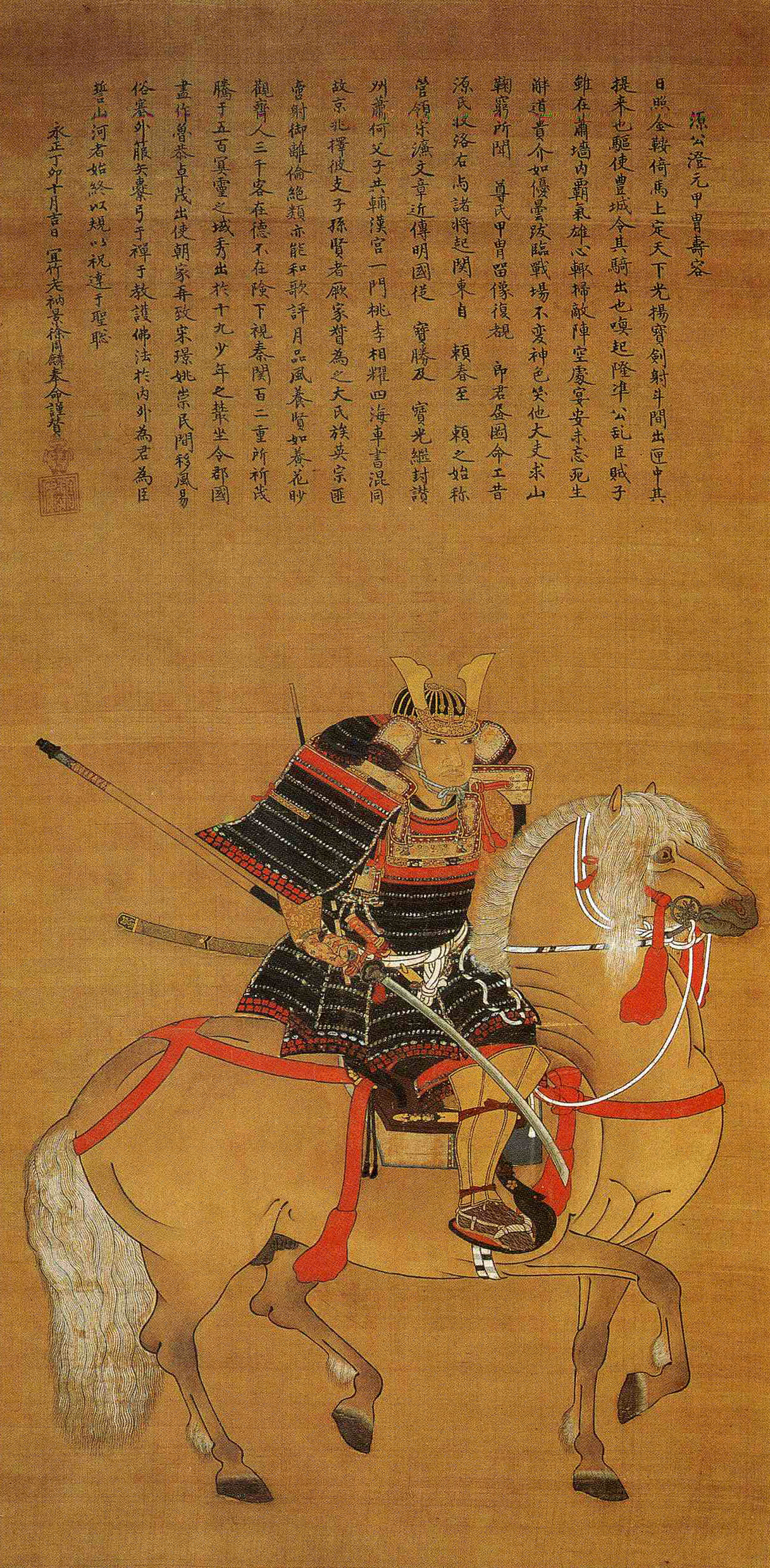
胴丸を着用した細川澄元の像（永青文庫蔵、重要文化財）。胴の右脇部に引き合わせの緒が見える。室町時代、胴丸が上級武士の着料として定着し、重武装化したことがうかがえる肖像である。

平安時代後期の『伴大納言絵詞』、鎌倉時代の『平治物語絵巻』『蒙古襲来絵詞』のような絵巻物にも胴丸を着用した武士が登場する。これらの絵画資料を見ると、馬上の位の高い武士は大鎧・兜・大袖を着用し、手には弓矢を持つのに対し、胴丸を着用する者はほとんどが徒歩の武士で、兜や大袖を付けないのが基本である。
しかし、その後の戦法の変化に伴い、胴丸はしだいに騎乗の上級武士にも用いられるようになり、デザイン的にも上級武士に相応しい華美なものへと発展していく。南北朝時代頃からは、胴丸の武士も兜・大袖を着用することが一般的になった。大袖が付属した影響で、杏葉が肩の上部から肩の前面に移動する等の変化をとげながら南北朝・室町期には、腹巻と共に鎧の主流となるが、安土桃山期には当世具足の登場により衰退・消滅する。江戸時代には再び古い時代の鎧が（おそらく装飾品として使う目的から）見直される事になったが、それら江戸時代に胴丸を模して作られた復古調の鎧は、当世具足に分類されている。
胴丸の現存遺品としては、大山祇神社の紫韋威胴丸は平安時代末期～鎌倉時代初期にさかのぼるものと見られるが、あとは概ね南北朝時代以降のものに限られる。
なお、現在「胴丸」と呼ばれている形式は、元々「腹巻」と呼ばれていたものであるが、室町時代後期～江戸時代初期頃までにその呼び方が取り違えられ現在に至る。

## 胴丸鎧
大山祇神社には赤糸威の胴丸鎧と称する、大鎧と胴丸の折衷型のようなものが1領だけ残存している（「赤絲威鎧　大袖付」・国宝　伝源義経奉納）。これは、胴の正面に弦走韋を貼り、上半身の左右に栴檀板と鳩尾板、両肩から大袖を垂下する点は大鎧の形式であるが、胴は右脇で引き合わせる一続きの構造とし、下半身の草摺が4枚でなく7枚に分かれる点は胴丸に近い。『平治物語絵巻』『蒙古襲来絵詞』にはこれと同様の形式の胴丸鎧が描写されているが、現存品は大山祇神社の1領のみである。

## ギャラリー

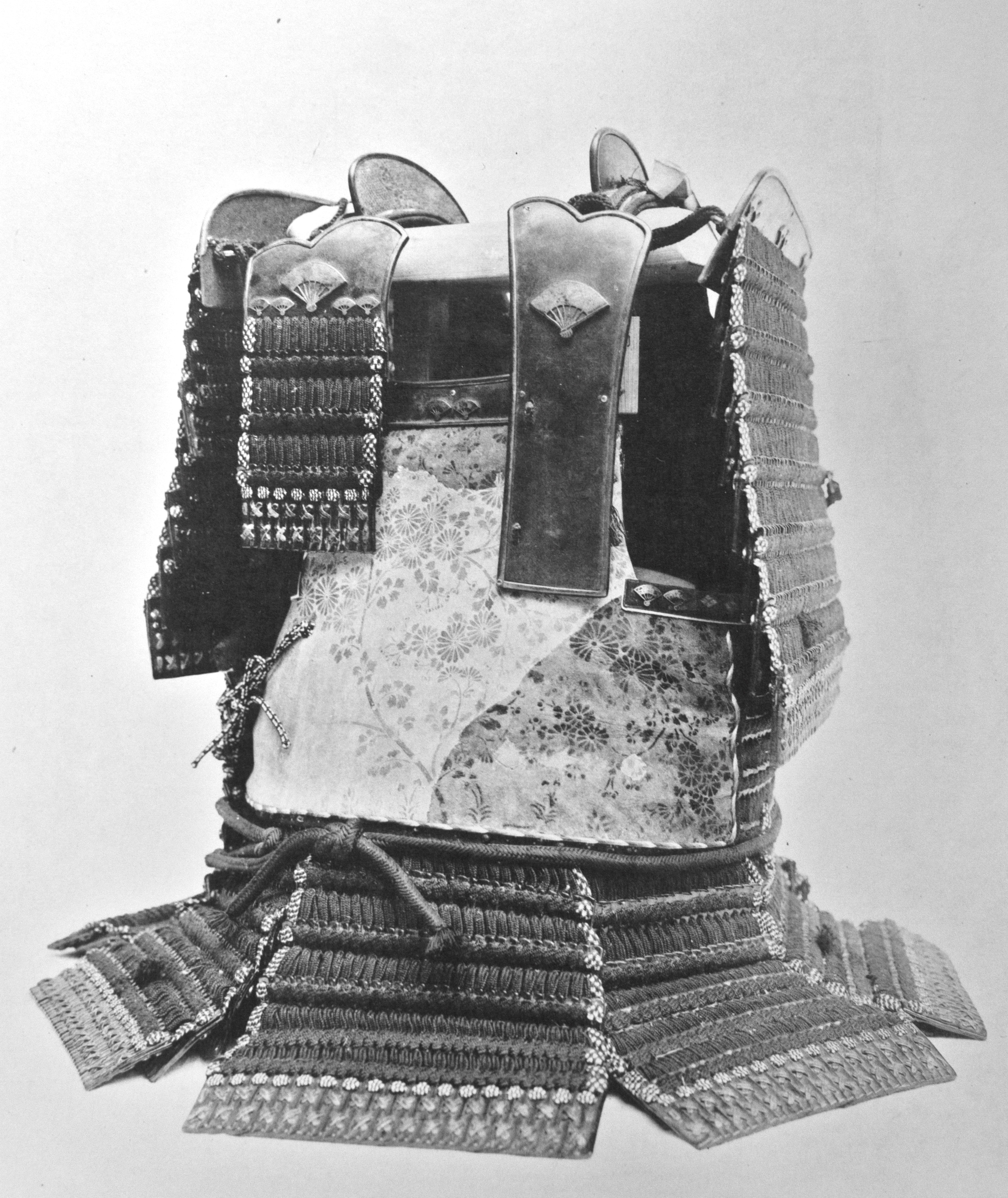
大山祇神社の胴丸鎧（平安時代末期、国宝）。国宝指定名称は「赤糸威鎧」。
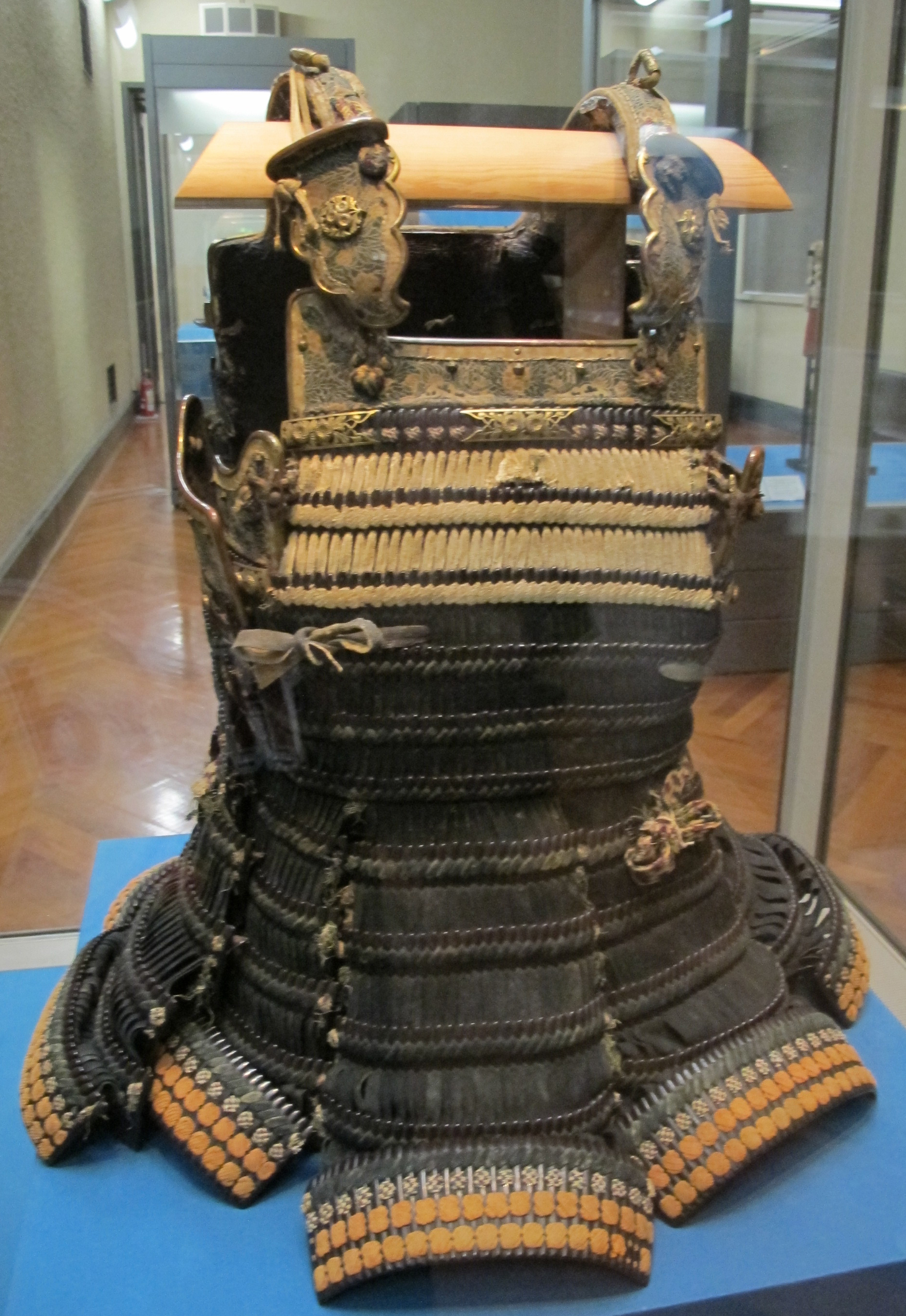
黒韋肩白威胴丸（くろかわかたしろおどしどうまる）南北朝時代・14世紀（東京国立博物館蔵、重要文化財）
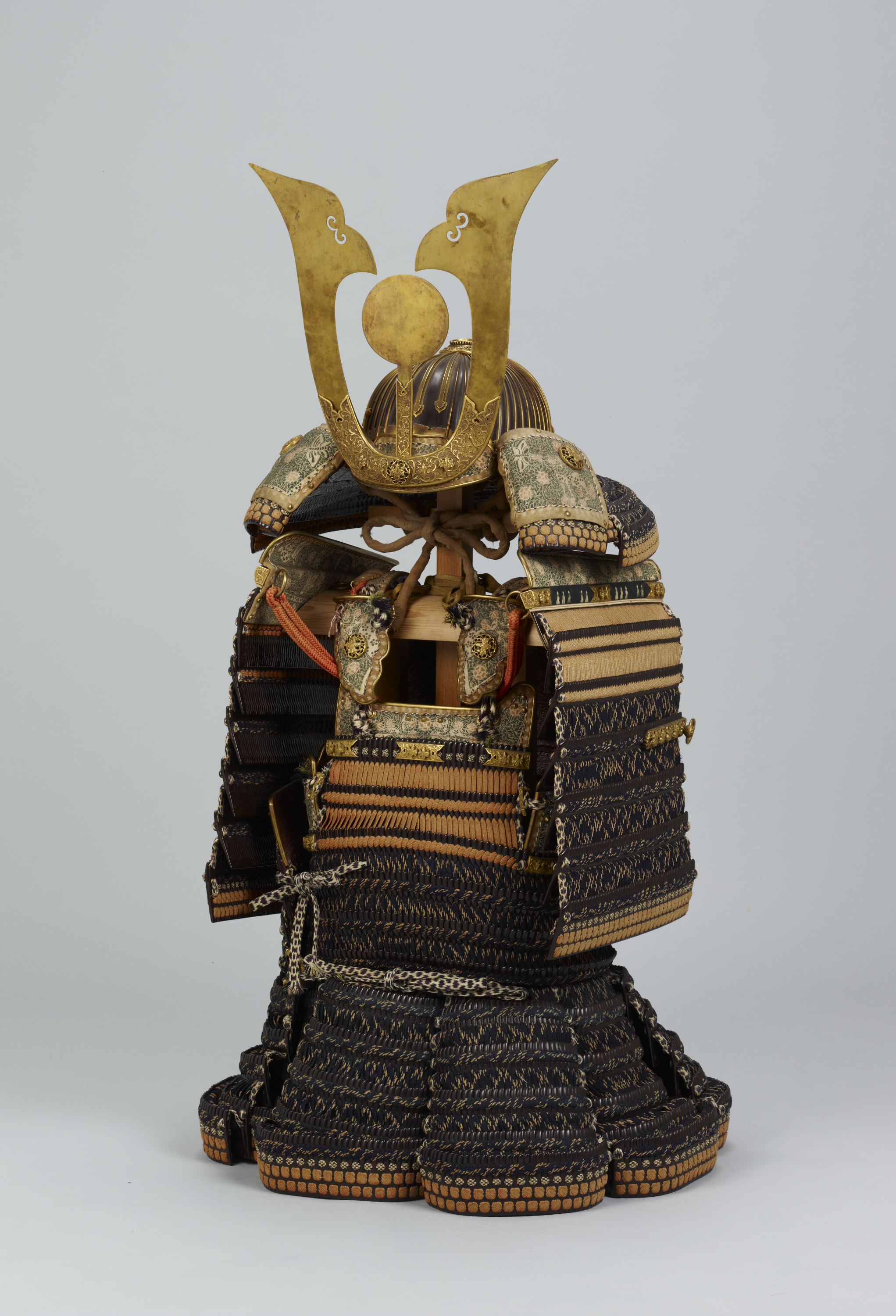
樫鳥糸肩赤威胴丸（かしどりいとかたあかおどしのどうまる）室町時代・15世紀（東京国立博物館蔵、重要文化財）
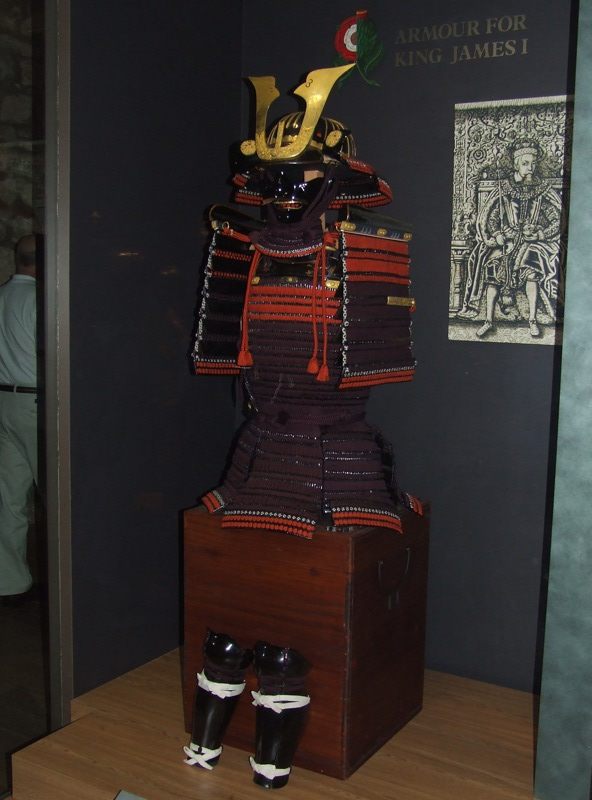
江戸時代・17世紀（ロンドン塔蔵）徳川秀忠がジェームズ1世に贈ったもので胴丸仕立ての当世具足
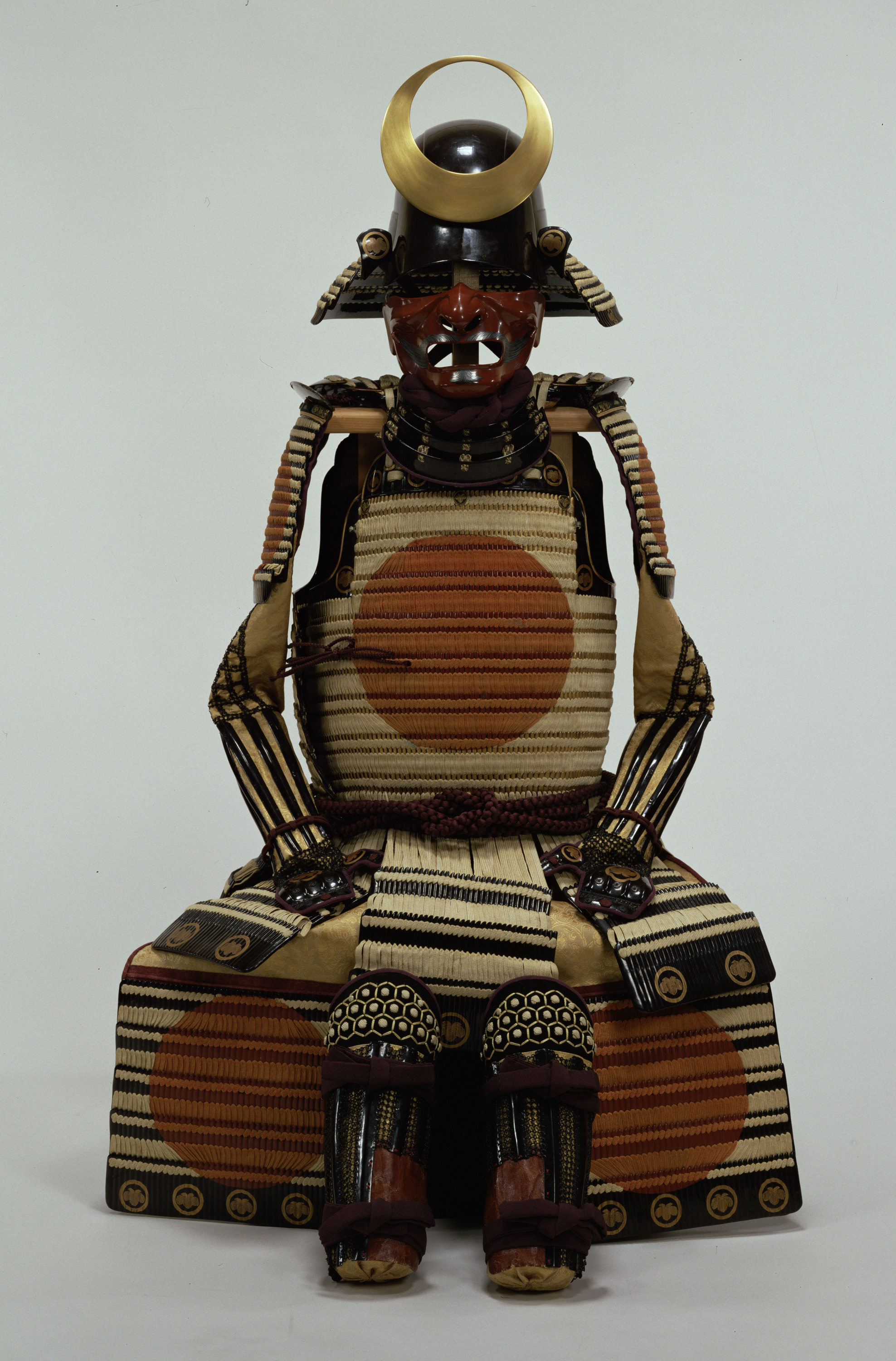
白糸威胴丸具足（しろいとおどしどうまるぐそく）江戸時代・17世紀（東京国立博物館蔵）胴丸仕立ての当世具足
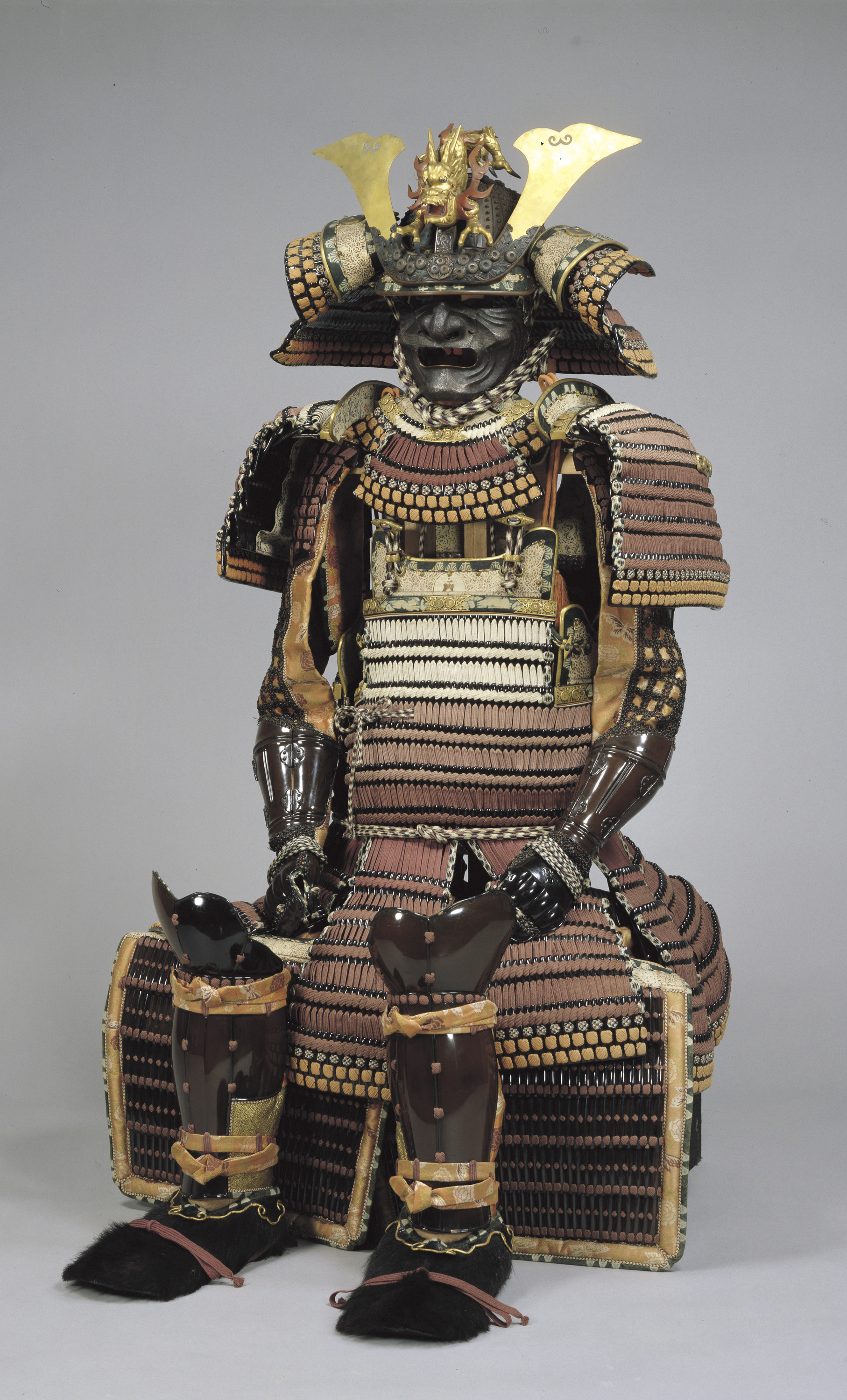
紫裾濃威胴丸具足（むらさきすそごおどしのどうまるぐそく）江戸時代・19世紀（東京国立博物館蔵）中世復古調の胴丸仕立ての具足
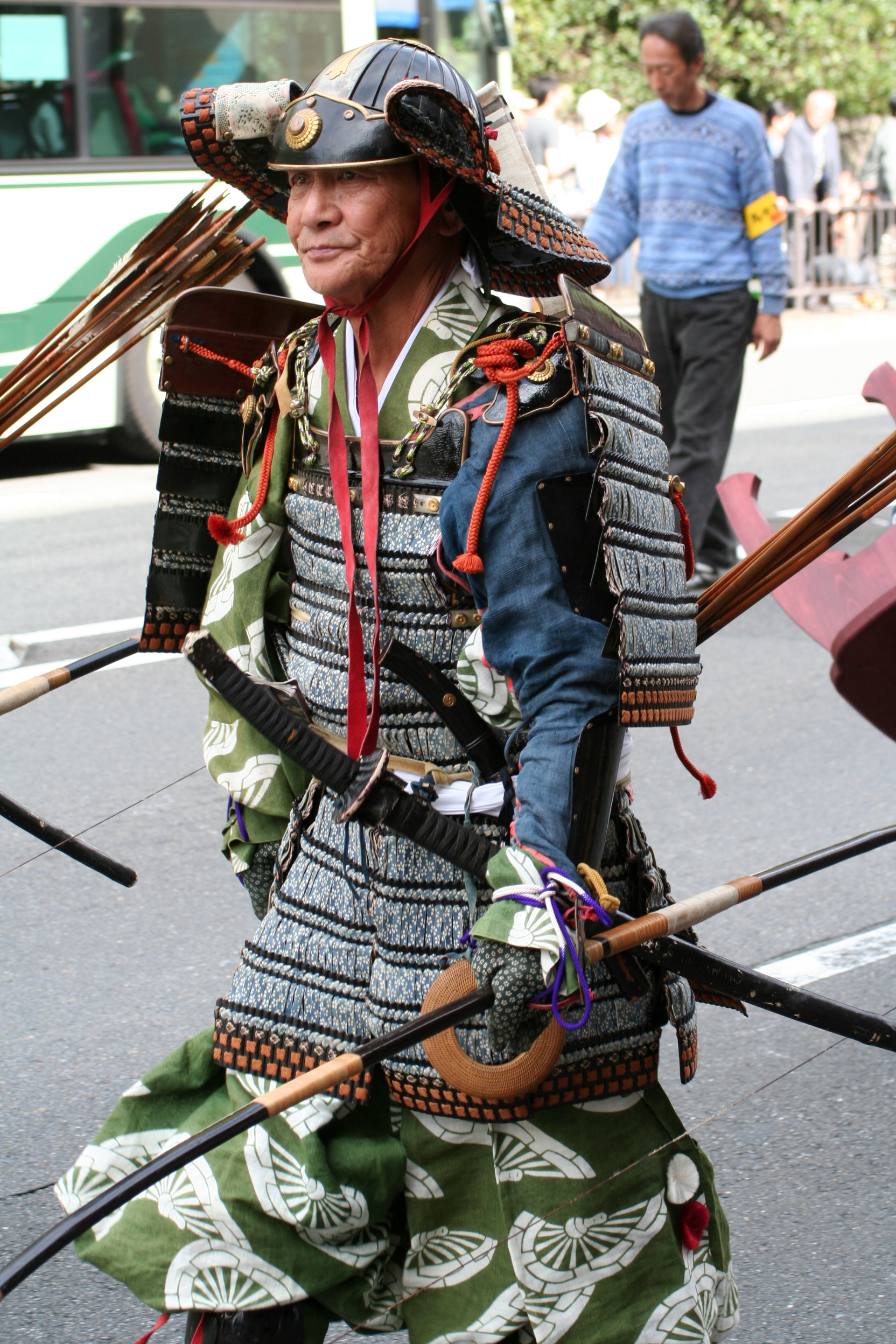
京都市の時代祭にて胴丸を着用した男性。